# Billibellary
Billibellary (* um 1799; † 10. August 1846) war ein Liedermacher und einflussreicher Ngurungaeta (Stammesführer bzw. Elder) der Aborigines des Wurundjeri-Willams-Clan während der ersten Jahre der europäischen Besiedlung von Melbourne. Er war auch bekannt unter den Namen Jika Jika, Jacky Jacky und Jaga Jaga. Er wurde als kluger und diplomatischer Führer, kraftvoll gebaut, einflussreich und mit einem Ruf, weit über seinen Clan hinaus, beschrieben.

## Clan-Territorien
Billibellarys Familie lebte an den nördlichen Ufern des Yarra River von Yarra Bend Park bis Merri Creek. Sein Bruder Burrenupton lebte am südlichen Ufer des Yarra stromaufwärts am Gardiner Creek. Bebejan, auch bekannt als Jerrum Jerrum, der auch Vater von William Barak war, lebte am Yarra River von Heidelberg (Victoria) bis zum Mount Baw Baw. Mooney Mooney, ein Ngurungaeta des Baluk-Willam-Clans, besiedelte Land vom Südosten des Yarra River bis Dandenong, Cranbourne und am Schwemmland nahe Western Port.
Der alte Ninggalobin, Ngurungaeta des Mount-Macedon-Clan, war zusammen mit Billibellary Bewahrer des Mount William Stone Hatchet Quarry, die Quelle des hochgeschätzten grünen Hartgesteins zum Herstellen von Beilen und deren Schneiden, die über einen weiten Raum, bis nach New South Wales und Adelaide, gehandelt wurden. Der Steinbruch wurde bereits seit 1500 Jahren genutzt und bedeckte eine Fläche von 18 Hektar mit mehreren Meter tiefen Schächten. Februar 2008 wurde der Ort wegen seiner kulturellen Bedeutung und seines archäologischen Wertes in die National-Heritage-Liste aufgenommen.
Ninggalobin, Poleorong und Billibellary waren die führenden Liedermacher und hauptsächlichen Anführer der Wurundjeri in der Region von Melbourne. Durch die europäische Besiedlung des Landes wurden Initiationsriten gestört. Als Maßnahme versammelten sich diese drei Männer am südlichen Yarra und führten den jungen William Barak in das Wissen der Aborigines ein. Das brachte mit sich, dass Barak die Symbole der Männlichkeit überreicht wurden: Streifen von Possum-Haut, die um seinen Bizeps gewickelt wurden, das Gombert, eine Halskette aus Schilfgras, und ein Branjep, die Schürze, die von Männern getragen wurde, um ihre Genitalien zu bedecken. Am Ende der Zeremonie übergab Barak seinem Onkel Billibellary einen Possumhaut-Mantel.

## Vertrag mit Batman
Als John Batman den Yarra River und seine Ausläufer untersuchte, traf er Billibellary, einen von acht „elders“ (Stammesältesten) der Ngurungaeta. Sie unterzeichneten angeblich mit Batman einen Vertrag am 8. Juni 1835, der als Batman’s Treaty bekannt ist: Das Treffen fand am Ufer eines kleinen Baches statt, wahrscheinlich am Merri Creek. Beim Unterzeichnen der Vertragsdokumente wurden Waren ausgetauscht. Für einen Kaufpreis, der Tomahawks, Messer, Scheren, Flanell-Jacken, rote Shirts und einen jährlichen Tribut von ähnlichen Gegenständen beinhaltete, erhielt Batman etwa 200.000 Hektar Land (2.000 Quadratkilometer) um den Yarra River und Corio Bay. Der Gesamtwert der Ware wird auf einen Wert von 100 GBP im heutigen Wert geschätzt. Im Gegenzug boten die Woiwurrung gewebte Körbe, Beispiele ihrer Waffen und zwei hochgeschätzte Possum-Umhänge an. Nachdem der Vertrag unterschrieben war, fand eine Feier zusammen mit den Parramatta-Aborigines statt, bei der Batmans Leute einen Corroboree tanzten.
Der Vertrag war bedeutsam, da er das erste und einzige Dokument dafür ist, dass europäische Siedler ihre Anwesenheit und Besetzung von Land der Aborigines verhandelten. Der Vertrag wurde sofort von der Kolonial-Regierung in Sydney für nichtig erklärt. Die Proklamation von Gouverneur Richard Bourke 1835 führte die Doktrin der Terra Nullius ein, auf der die britische Kolonisation basiert: Er bekräftigte das Konzept, wonach es keine Landeigner vor der britischen Besiedlung gab und dementsprechend könnten Aborigines Land nicht verkaufen oder zuweisen; Individuen könnten es nur erwerben, indem sie es von der Krone zugeteilt bekommen.

## Kollision der Kulturen
Als Dank für die zweimonatige Pflege einer Verletzung seines Sohnes Simon Wonga in 1840, benannte Billibellary seine neugeborene Tochter Susannah zu Ehren von Susannah Thomas, der Ehefrau des Assistant-Protectors William Thomas.
Im Januar 1840 versprach William Thomas dem versammelten Kulin-Clans Essensrationen der Regierung, bis sie eine Gemeinschaft errichtet haben, die sich selbst versorgt, allerdings weigerte sich Chief-Protector George Augustus Robinson, die Waren der Regierung freizugeben. Als Thomas um seine Frau und Kinder fürchtete, sprach er mit Billibellary und erklärte ihm, weswegen die Rationen nicht kamen und fragte nach Schutz für seine Familie. Obwohl Billibellary zu dieser Zeit sich nicht auf dem Territorium des Clans befand, war seine Autorität unangefochten. Susannah Thomas verteilte alle Vorräte, auf die sie verzichten konnte, und Billibellary befahl dem Clan, sich in kleinere Gruppen zur Nahrungssuche aufzuteilen.
Auf Geheiß von Charles La Trobe wurde der Native-Police-Corps 1842 eingerichtet in der Hoffnung, die Männer der Aborigines zu „zivilisieren“. Als ein Älterer der Wurundjeri war Billibellarys Kooperation zu dem Vorschlag wichtig für den Erfolg. Nach Beratung unterstützte er die Initiative und trat selber dem Corps bei. Er trug die Uniform und genoss den Status, indem er durch das Camp paradierte, war aber vorsichtig, die aktiven Pflichten eines Polizisten wahrzunehmen, um Konflikte zu seinen Pflichten als Wurundjeri ngurungaeta zu vermeiden. Die Mitgliedschaft bei der Polizei hielt die Truppen nicht davon ab, an Stammeszeremonien, Zusammenkünften und Ritualen teilzunehmen.
Nach etwa einem Jahr verließ Billibellary das Native-Police-Corps, weil er herausfand, dass es eingesetzt wurde, um Aborigines zu fangen und sogar zu töten. Er tat sein bestes, um das Corps zu unterminieren, so dass schließlich viele Aborigines desertierten; wenige blieben länger als drei oder vier Jahre.
1845 wurde eine Schule am Ufer des Merri Creek errichtet, um die Kinder der Wurundjeri zu erziehen und zu „zivilisieren“. Im ersten oder zweiten Jahr war die Schule gut besucht, hauptsächlich durch die Unterstützung Billibellarys, der seine eigenen Kinder dorthin sendete. Allerdings entstanden Konflikte über das Curriculum, das europäisch geprägt war, obwohl die Aborigines wünschten, dass auch ihre Riten und Zeremonien gelehrt würden. Als Billibellary 1846 starb, fiel die Anzahl der Schüler; andere entwickelten sich zu Störern.

## Tod
Billibellary starb am 10. August 1846 an einer Lungenentzündung, eine Krankheit, die viele Menschen seines Volkes in der Zeit nach den ersten Kontakten mit Europäern tötete. Billibellary wurde am Zusammenfluss von Merri Creek und Yarra nahe der Dights Wasserfälle begraben. Sein Tod wurde von Thomas betrauert, der zu ihm eine tiefe Freundschaft und gegenseitigen Respekt über die Kulturgrenzen hinweg entwickelt hatte: „Es möge über diesen Häuptling und seinen Stamm gesagt werden, was kaum über einen anderen Stamm in diesem Teil der Kolonie gesagt werden kann, dass er niemals des weißen Mannes Blut vergossen hat und dass kein weißer Mann ihr Blut vergossen hat. Ich habe in diesem Mann einen wertvollen Berater über die Angelegenheiten der Aborigines verloren.“
Nach seinem Tod wurde sein Sohn Simon Wonga Ngurungaeta (Führer) des Wurundjeri-Willam-Clans.